# Ruppellia basalis
Ruppellia basalis är en tvåvingeart som först beskrevs av Friedrich Hermann Loew 1858.  Ruppellia basalis ingår i släktet Ruppellia och familjen stilettflugor.
Artens utbredningsområde är Namibia. Inga underarter finns listade i Catalogue of Life.